# انرژی هاوکینگ
انرژی هاوکینگ یا جرم هاوکینگ، یکی از تعریف های ممکن برای جرم در نسبیت عام است. جرم ناحیه ای از فضا که در یک ۲-کره محصور است برابر با میزان خمش پرتوهای نور خروجی و ورودی که عمود بر این ۲-کره هستند تعریف می شود.

## تعریف
فرض کنید {\displaystyle ({\mathcal {M}}^{3},g_{ab})} یک زیرخمینه سه بعدی در فضای نسبیتی باشد و {\displaystyle \Sigma \subset {\mathcal {M}}^{3}} یک ۲-رویه بسته باشد. جرم هاوکینگ {\displaystyle m_{H}(\Sigma )} برای {\displaystyle \Sigma } به این صورت تعریف می‌شود :
{\displaystyle m_{H}(\Sigma ):={\sqrt {\frac {{\text{Area}}\,\Sigma }{16\pi }}}\left(1-{\frac {1}{16\pi }}\int _{\Sigma }H^{2}da\right),}
که در آن {\displaystyle H} میانگین خمش {\displaystyle \Sigma } است.